# La Motte-du-Caire
La Motte-du-Caire ist eine französische Gemeinde mit 544 Einwohnern (Stand 1. Januar 2022) im Département Alpes-de-Haute-Provence in der Region Provence-Alpes-Côte d’Azur. Sie gehört zum Kanton Seyne im Arrondissement Forcalquier. Die Bewohner nennen sich Mottois. 

## Geographie
Das Gemeindegebiet wird vom Fluss Grand Vallon durchquert.
Die Gemeinde grenzt im Norden an Curbans, im Nordosten an Le Caire, im Osten an Clamensane, im Südosten an Châteaufort, im Süden an Nibles, im Südwesten an Vaumeilh, im Westen an Sigoyer und im Nordwesten an Melve.

## Bevölkerungsentwicklung
| Jahr      | 1962 | 1968 | 1975 | 1982 | 1990 | 1999 | 2008 | 2012 |
| --------- | ---- | ---- | ---- | ---- | ---- | ---- | ---- | ---- |
| Einwohner | 362  | 347  | 420  | 403  | 438  | 484  | 507  | 528  |

## Sehenswürdigkeiten

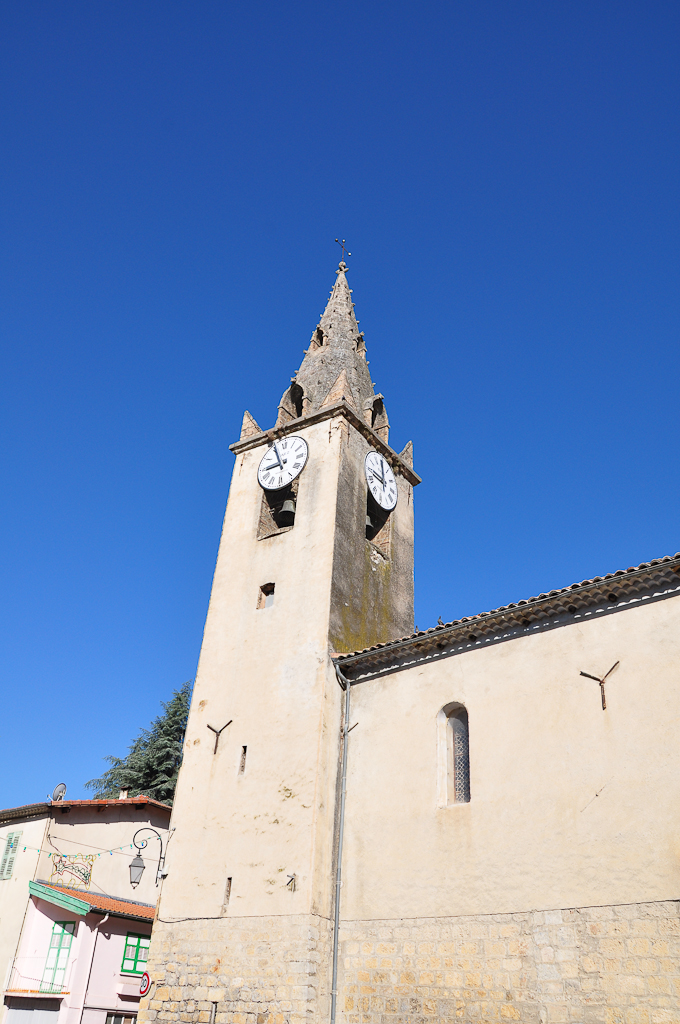
Kirche Sainte-Madeleine

- Kirche Sainte-Madeleine